# Francis Joseph Murray
Francis Joseph Murray (Nova Iorque, 3 de fevereiro de 1911 — Durham, 15 de março de 1996) foi um matemático estadunidense.
Estudou e doutorou-se na Universidade Columbia, em 1936, onde trabalhou na Faculdade de Matemática, indicado professor em 1949.
Murray é reconhecido por seu trabalho conjunto con John von Neumann, do qual resultados fundamentais foram obtidos sobre anéis de operadores, atualmente conhecido como álgebra de von Neumann.

## Obras
- F.J. Murray, J. von Neumann: On rings of operators. Ann. of Math. (2), Band 37, 1936, Seiten 116–229.
- F.J. Murray, J. von Neumann: On rings of operators II. Trans. Amer. Math. Soc., Band 41, 1937, Seiten 208–248.
- F.J. Murray, J. von Neumann: On rings of operators IV. Ann. of Math. (2), Band 44, 1943, Seiten 716–808.